# 加蘇村
加蘇村（かそむら）は栃木県の北西部、上都賀郡に属していた村である。

## 地理
- 河川：荒井川

## 歴史
- 1889年（明治22年）4月1日 町村制施行により、加薗村、上久我村、下久我村、野尻村が合併し上都賀郡加蘇村が成立する。
- 1954年（昭和29年）10月1日 （旧）鹿沼市、菊沢村、東大芦村、北押原村、板荷村、西大芦村、北犬飼村と合併し鹿沼市となる。